# 先贤祠
先贤祠位于法国巴黎的拉丁區，最初是法王路易十五兴建的圣日内维耶大教堂，历经数次变迁以后现在成为法国最著名的文化名人安葬地。先贤祠是新古典主义建筑的早期典范，其立面仿照罗马万神殿（Pantheon），故又译为巴黎萬神殿，拱顶为布拉曼特风格。

## 历史

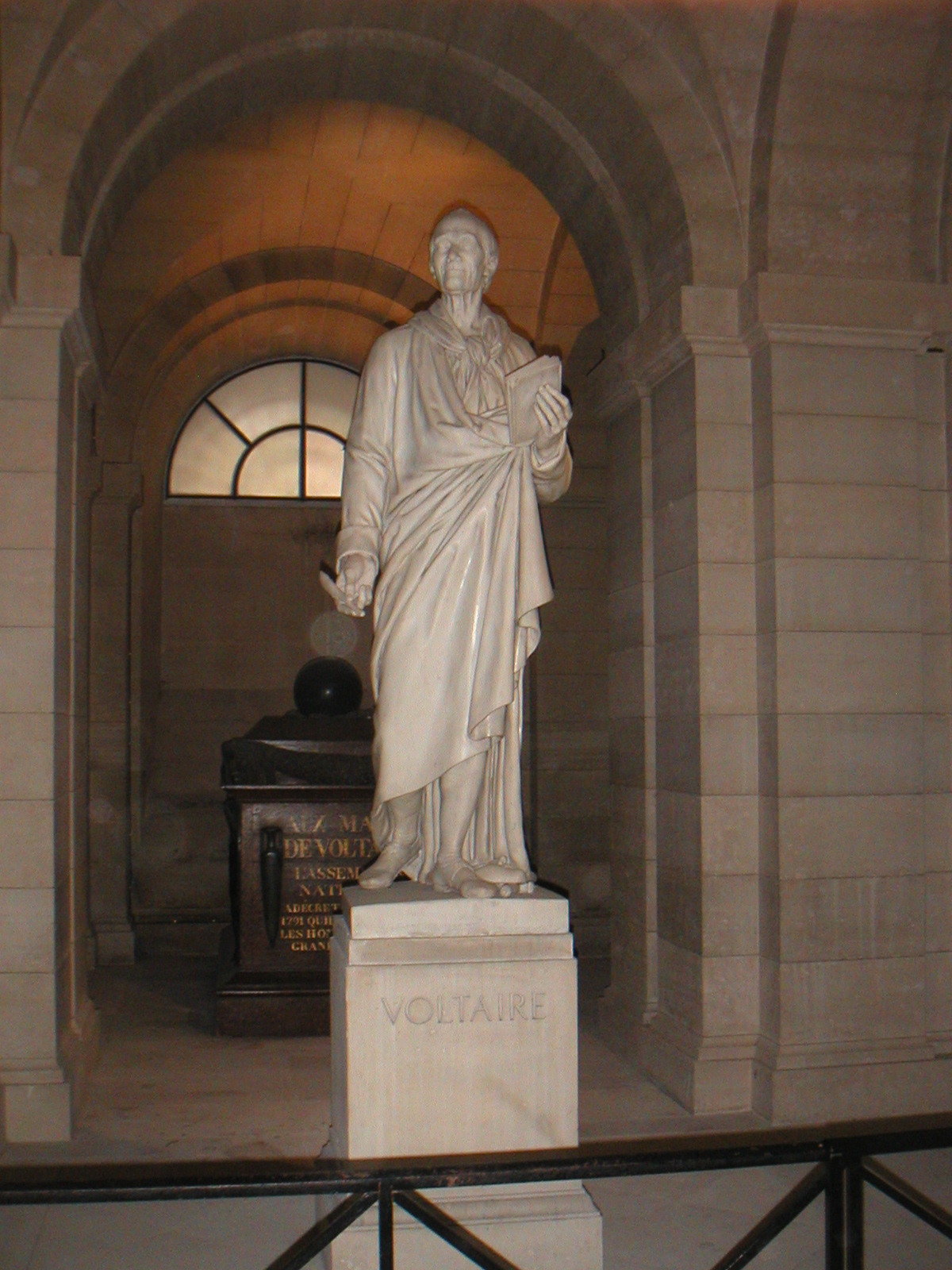
伏爾泰的雕像和墓碑隱窩在先賢祠

1744年法王路易十五在一场大病初愈之后，深信自己之所以脱离病魔的掌握，全因法國巴黎的主保聖人圣女日南斐法的庇佑，因此决定为这位圣女建造一座雄伟的神殿，他全权委托御用建筑师阿贝尔-弗朗索瓦·普瓦松侯爵负责，由普瓦松的前导师雅克-热尔曼·苏夫洛负责具体设计。
教堂整体设计为等臂十字架式，有一个带有科林斯式支柱的雄伟门廊。主建筑长110米，宽84米，高83米，还有一个大致同样大小的地下室。
1758年教堂奠基，后来由于财政困难，设计师苏夫洛去世后才由其学生让-巴蒂斯特·龙德莱于1789年彻底完成。教堂竣工恰逢法国大革命开始，革命政权将教堂改为埋葬“伟大的法国人”的陵墓。在此建筑最终被用作先贤祠之前还有两次被改回教堂之用。
1851年物理学家萊昂·傅科在此演示了他证明地球自转的著名实验傅科擺。傅科做实验所用的铁环原物于1995年从法国国立工艺学院移至此。

## 建筑格局

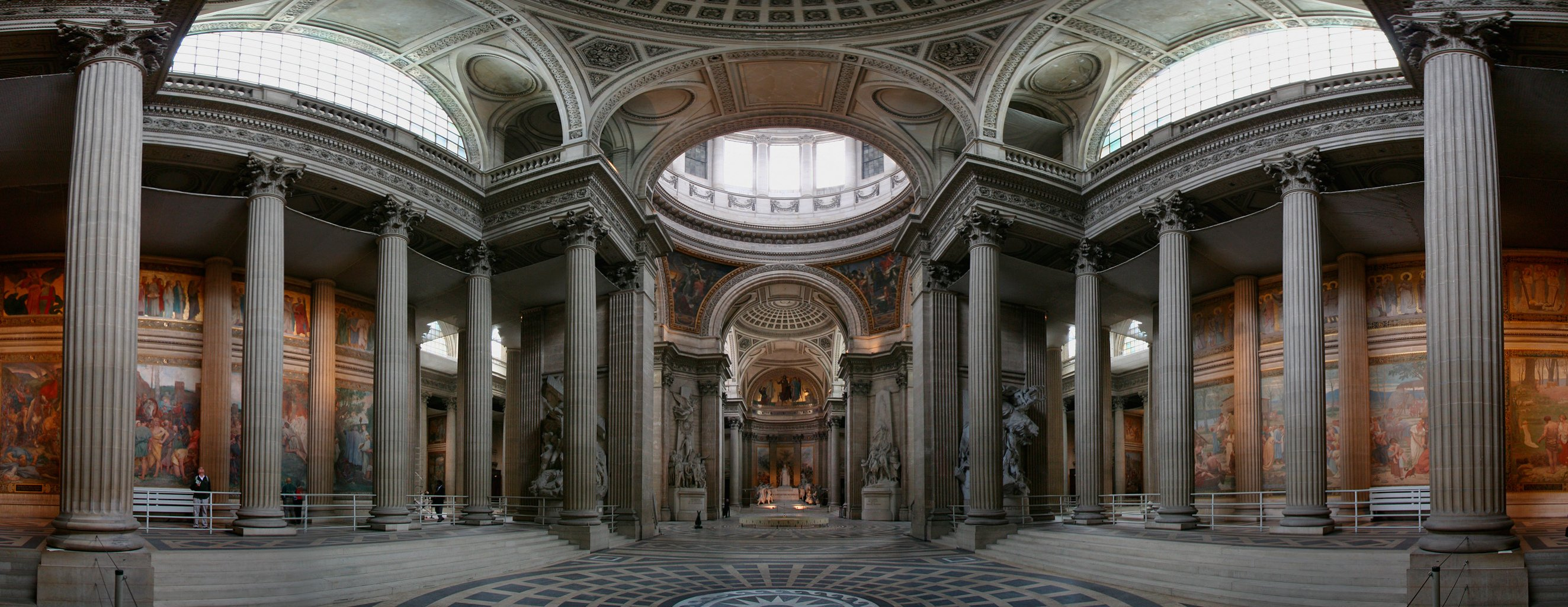
先賢祠内部

先贤祠长110米，宽84米，建筑的正面是由“科林斯柱”组成的柱廊。整个建筑呈一个古希腊十字形，仅教堂的圆顶就高83米，圆顶上并安有一个顶塔。教堂的圆顶是由里外三层半球体一层套一层而构成。
先贤祠的设计师索弗洛当年的两位助手之一—让-巴蒂斯特·宏德莱将该建筑缩小成三维立体模型，并将模型剖开好让人们了解大殿的具体构造。

## 地理位置

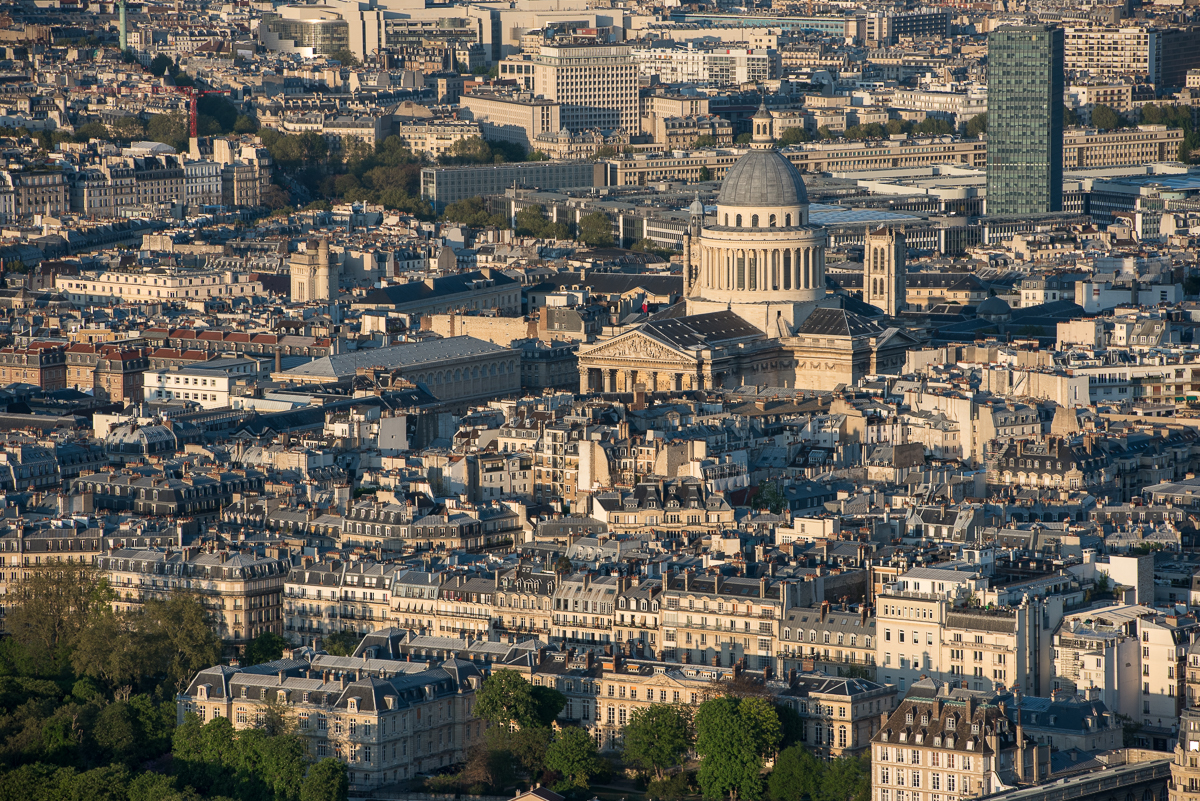
從蒙帕納斯大樓看先賢祠

建于巴黎圣女日南斐法山上的先贤祠位于巴黎第五区。它被巴黎一大、巴黎二大、圣女日南斐法图书馆、巴黎五区区政府、亨利四世中学和圣斯德望堂环绕。

## 安葬名人全表
| 入祠日期 | 姓名                                       | 身份                                                                     | 备注                                                                               |
| -------- | ------------------------------------------ | ------------------------------------------------------------------------ | ---------------------------------------------------------------------------------- |
| 1791年   | 奥诺雷·米拉波                              | 法国大革命政治家                                                         | 1794年移出                                                                         |
| 1791年   | 伏爾泰                                     | 启蒙运动思想家                                                           |                                                                                    |
| 1792年   | 尼古拉-约瑟夫·博勒佩尔                     | 将领                                                                     | 遗骸遗失                                                                           |
| 1793年   | 路易-米歇尔·勒佩勒捷·德·圣法尔若           | 法国大革命政治家                                                         | 1795年2月14日遗体被家人移出先贤祠                                                  |
| 1793年   | 奥古斯特·马里·亨利·皮科·德·当皮埃尔        | 将领                                                                     | 遗骸遗失                                                                           |
| 1794年   | 让-保尔·马拉                               | 法国大革命政治家                                                         | 移出先贤祠                                                                         |
| 1794年   | 让-雅克·卢梭                               | 启蒙运动思想家                                                           |                                                                                    |
| 1806年   | 克洛德·路易·珀蒂耶                         | 法国大革命政治家                                                         |                                                                                    |
| 1806年   | 弗朗索瓦·德尼·特龙谢                       | 法学家，民法典起草者                                                     |                                                                                    |
| 1807年   | 让-艾蒂安-马里·波塔利斯                    | 法学家，民法典起草者                                                     |                                                                                    |
| 1807年   | 路易-皮埃尔-庞塔莱翁·雷尼耶                | 作家                                                                     |                                                                                    |
| 1807年   | 路易-约瑟夫-夏尔-阿马布勒·达尔贝·德吕伊纳  | 政治家                                                                   | 移出先贤祠                                                                         |
| 1807年   | 让-巴蒂斯特-皮埃尔·贝维埃                  | 法国大革命政治家，网球场誓约起草者                                       |                                                                                    |
| 1808年   | 弗朗索瓦·巴泰勒米·贝吉诺                   | 将领                                                                     |                                                                                    |
| 1808年   | 皮埃尔·让·乔治·卡巴尼斯                    | 政治家，医学家。医学教育体系奠基人。                                     |                                                                                    |
| 1808年   | 加布里埃尔·路易·德·科兰古                  | 将领                                                                     |                                                                                    |
| 1808年   | 让-弗雷德里克·佩雷戈                       | 法兰西银行管理者                                                         |                                                                                    |
| 1808年   | 安托万-塞萨尔·德·舒瓦瑟尔-普拉兰           | 将领                                                                     |                                                                                    |
| 1808年   | 让-皮埃尔·菲尔曼·马莱尔                    | 将领                                                                     | 装有其心脏的瓮进入先贤祠                                                           |
| 1809年   | 让-巴蒂斯特·帕潘                           | 政治家                                                                   |                                                                                    |
| 1809年   | 约瑟夫-马里·维安                           | 画家                                                                     |                                                                                    |
| 1809年   | 皮埃尔·格拉尼耶·德·拉布瓦西埃              | 将领                                                                     |                                                                                    |
| 1809年   | 让-皮埃尔·塞尔                             | 政治家                                                                   | 装有其心脏的瓮进入先贤祠                                                           |
| 1809年   | 吉罗拉莫-路易吉·杜拉佐                     | 热那亚贵族，将热那亚并入拿破仑治下                                       | 装有其心脏的瓮进入先贤祠                                                           |
| 1809年   | 朱斯坦·博纳旺蒂尔·莫拉尔·德·加勒           | 海军将领                                                                 | 装有其心脏的瓮进入先贤祠                                                           |
| 1809年   | 埃马纽埃尔·克雷泰                          | 政治家，巴黎大量市政工程的实施者                                         |                                                                                    |
| 1810年   | 乔瓦尼·巴蒂斯塔·卡普拉拉                   | 大主教，恢复法国天主教信仰                                               | 1861年8月22日移出先贤祠                                                            |
| 1810年   | 路易-樊尚-约瑟夫·圣伊莱尔                  | 将领                                                                     |                                                                                    |
| 1810年   | 让-巴蒂斯特·特雷亚尔                       | 法国大革命政治家                                                         |                                                                                    |
| 1810年   | 让·拉纳                                    | 将领                                                                     |                                                                                    |
| 1810年   | 夏尔·皮埃尔·克拉雷·德·弗勒里厄             | 政治家，航海家                                                           |                                                                                    |
| 1811年   | 路易·安托万·德·布干维尔                    | 环球航海家，福克兰群岛定居点建立者                                       |                                                                                    |
| 1811年   | 夏尔·厄斯金·德·凯利                        | 红衣主教，外交官                                                         |                                                                                    |
| 1811年   | 亚历山大-安托万·于罗·德·塞纳尔蒙           | 将领                                                                     | 装有其心脏的瓮进入先贤祠                                                           |
| 1811年   | 伊波利托-安东尼奥·温琴蒂-马雷里            | 红衣主教，服务于拿破仑                                                   | 1861年移出先贤祠                                                                   |
| 1811年   | 尼古拉-马里·松吉·德库尔邦                  | 将领                                                                     |                                                                                    |
| 1811年   | 米歇尔·奥德内                              | 将领                                                                     |                                                                                    |
| 1812年   | 让·马里·皮埃尔·多尔塞纳                    | 将领                                                                     |                                                                                    |
| 1812年   | 扬·威廉·德温特                             | 海军将领                                                                 | 遗体进入先贤祠，心脏葬于其出生地荷兰坎彭                                           |
| 1813年   | 亚森特-于格·蒂莫莱翁·德·科塞-布里萨克      | 将领                                                                     |                                                                                    |
| 1813年   | 让-伊尼亚斯·雅克米诺                       | 政治家                                                                   |                                                                                    |
| 1813年   | 约瑟夫·拉格朗日                            | 数学家，天文学家                                                         |                                                                                    |
| 1813年   | 让·鲁索                                    | 政治家                                                                   |                                                                                    |
| 1813年   | 弗朗索瓦·约瑟夫·马里·亨利·拉佩里埃·德·维里 | 政治家                                                                   |                                                                                    |
| 1814年   | 让-尼古拉·德默尼耶                         | 政治家，作家，翻译家                                                     |                                                                                    |
| 1814年   | 让-路易-埃贝内泽·雷尼耶                    | 将领                                                                     |                                                                                    |
| 1814年   | 克洛德·安布鲁瓦兹·雷尼耶                   | 政治家                                                                   |                                                                                    |
| 1815年   | 安托万-让-马里·泰弗纳尔                    | 海军将领                                                                 |                                                                                    |
| 1815年   | 克洛德-朱斯特-亚历山大·勒格朗              | 将领                                                                     |                                                                                    |
| 1829年   | 雅克-热尔曼·苏夫洛                         | 建筑师，先贤祠设计者                                                     |                                                                                    |
| 1885年   | 维克多·雨果                                | 文学家                                                                   |                                                                                    |
| 1889年   | 拉扎尔·卡诺                                | 数学家，军事政治家                                                       | 法国大革命百年纪念时移入                                                           |
| 1889年   | 让-巴蒂斯特·博丹                           | 军医，1851年反政变烈士                                                   | 法国大革命百年纪念时移入                                                           |
| 1889年   | 泰奥菲勒·科雷·德·拉图尔多韦涅              | 将领，考古学家                                                           | 法国大革命百年纪念时移入                                                           |
| 1889年   | 弗朗索瓦·塞弗兰·马尔梭                     | 将领                                                                     | 骨灰于法国大革命百年纪念时移入                                                     |
| 1894年   | 马里·弗朗索瓦·萨迪·卡诺                    | 第三共和国总统                                                           | 遭到暗殺後立刻移入                                                                 |
| 1907年   | 馬塞蘭·貝特洛                              | 化学家                                                                   | 与其妻索菲·贝特洛合葬                                                              |
| 1907年   | 索菲·贝特洛                                | 馬塞蘭·貝特洛之妻                                                        | 第一位葬于先贤祠的女性                                                             |
| 1908年   | 埃米尔·左拉                                | 文学家                                                                   |                                                                                    |
| 1920年   | 莱昂·甘必大                                | 普法战争英雄，共和主义者，第三共和国总理                                 | 装有其心脏的瓮进入先贤祠                                                           |
| 1924年   | 尚·饒勒斯                                  | 社会主义先驱，和平主义者，工人国际法国支部创始人                         | 被暗杀后十年移入                                                                   |
| 1933年   | 保罗·潘勒韦                                | 数学家，航空先驱，第三共和国总理                                         |                                                                                    |
| 1948年   | 保罗·郎之万                                | 物理学家，反法西斯主义者                                                 |                                                                                    |
| 1948年   | 让·佩兰                                    | 物理学家，诺贝尔奖得主                                                   | 与保罗·郎之万同日葬入                                                              |
| 1949年   | 费利克斯·埃布埃                            | 非洲殖民地总督，戴高乐最早的支持者                                       | 首位进入先贤祠的黑人                                                               |
| 1949年   | 维克托·舍尔歇                              | 政治家，废除奴隶制的主导者                                               | 遵其遗愿，其父马克也与之葬在一起                                                   |
| 1949年   | 马克·舍尔歇                                | 维克托·舍尔歇之父                                                        |                                                                                    |
| 1952年   | 路易·布莱叶                                | 教育家，盲文发明者                                                       | 遗体于逝世百年纪念时移入                                                           |
| 1964年   | 让·穆兰                                    | 二战抵抗运动领袖，烈士                                                   | 骨灰于1964年12月19日从拉雪兹神父公墓移至此地                                       |
| 1967年   | 安托万·德圣埃克絮佩里                      | 飞行员，作家，二战烈士                                                   | 刻有其姓名的纪念碑进入先贤祠                                                       |
| 1987年   | 勒内·卡森                                  | 法学家，第五共和国宪法、《国际人权宣言》起草者，诺贝尔奖得主             | 百年诞辰纪念时移入                                                                 |
| 1988年   | 让·莫内                                    | 政治家，欧盟奠基者                                                       | 百年诞辰纪念时移入                                                                 |
| 1989年   | 亨利·格雷瓜尔                              | 法国大革命政治家，废奴主义者，普选拥护者                                 | 法国大革命二百年纪念时移入                                                         |
| 1989年   | 加斯帕尔·蒙日                              | 数学家，政治家，军事工程师                                               | 法国大革命二百年纪念时移入                                                         |
| 1989年   | 孔多塞                                     | 启蒙思想家，法国大革命政治家，第一共和国宪法起草者                       | 法国大革命二百年纪念时移入，棺椁实际是空的，遗骸遗失                               |
| 1995年   | 皮埃尔·居里                                | 物理学家，化学家，诺贝尔奖得主                                           | 与玛丽·居里同时于1995年4月移入                                                     |
| 1995年   | 玛丽·居里                                  | 物理学家，化学家，两次诺贝尔奖得主                                       | 第一位因自身的功绩而葬于先贤祠的女性。                                             |
| 1996年   | 安德烈·马尔罗                              | 文学家，政治家，首任文化部长                                             | 逝世二十周年时移入                                                                 |
| 1998年   | 杜桑·盧維杜爾                              | 海地国父                                                                 | 刻有其名字的纪念碑进入先贤祠                                                       |
| 1998年   | 路易·德尔格雷斯                            | 瓜德罗普反殖民英雄，废奴宣言签署者                                       | 刻有其名字的纪念碑进入先贤祠                                                       |
| 2002年   | 大仲马                                     | 文学家                                                                   | 去世132年后移入                                                                    |
| 2011年   | 艾梅·塞泽尔                                | 马提尼克非洲裔文学家，非洲解放运动先驱，共产主义者                       | 纪念碑于2011年4月6日安放，本人遗体葬于法国海外省馬提尼克岛                         |
| 2015年   | 让·扎伊                                    | 第三共和国教育部长，社会主义者，二战反法西斯烈士                         |                                                                                    |
| 2015年   | 皮埃尔·布罗索莱特                          | 记者，社会主义者，二战抵抗运动烈士                                       |                                                                                    |
| 2015年   | 热尔梅娜·蒂利翁                            | 人类学家，二战抵抗运动成员，拉文斯布吕克集中营幸存者                     | 遺體沒有移入，只有紀念象徵。                                                       |
| 2015年   | 热纳维耶芙·戴高乐-安东尼奥                 | 二战抵抗运动成员，拉文斯布吕克集中营幸存者，人权活动家                   | 遺體沒有移入，只有紀念象徵。                                                       |
| 2018年   | 西蒙娜·韦伊                                | 奥斯维辛集中营幸存者，第五共和国卫生部长，欧洲议会议长，堕胎合法化主导者 |                                                                                    |
| 2018年   | 安托万·韦伊                                | 西蒙娜·韦伊之夫                                                          |                                                                                    |
| 2020年   | 莫里斯·热纳瓦                              | 文学家                                                                   |                                                                                    |
| 2021年   | 約瑟芬·貝克                                | 美国裔黑人歌舞演员，二战抵抗运动成员                                     | 首位入葬先贤祠的非洲裔女性                                                         |
| 2023年   | 米萨克·马努尚                              | 亚美尼亚裔无国籍作家，工会活动家，游击队领袖，二战抵抗运动烈士           | 首位入葬先贤祠的外籍人士和共产党员。遇害80周年时遗体与其队伍23位烈士的名单共同移入 |
| 2023年   | 梅里内·马努尚                              | 米萨克·马努尚之妻                                                        |                                                                                    |
| 2025年   | 罗贝尔·巴丹戴尔                            | 司法部长，废除死刑主导者                                                 | 2025年4月8日由法新社透露，等待于2025年10月9日移入                                  |
| 2026年   | 马克·布洛赫                                | 历史学家，年鉴学派创始人，二战抵抗运动烈士                               | 2024年11月23日由总统马克龙宣布，等待于2026年6月16日移入                            |